# Nándor Tánczos
Nándor Tánczos (magyarul Tánczos Nándor, London, 1966. május 29. –) magyar származású új-zélandi parlamenti képviselő. 1998 és 2008 között képviselte a Zöld Pártot az új-zélandi Parlamentben. Bár 2005-ben elveszítette a parlamenti székét, Rod Donald képviselő hirtelen halála után visszakapta. A következő választáskor a párt listájáról választották meg képviselőnek. 2006-ban jelöltette magát a Zöld Párt egyik alelnökének, de Russel Norman megelőzte őt. 2008 óta már nem tag a Parlamentben, de nem vonult vissza a politikai élettől.
Ő volt az új-zélandi Zöld Párt képviselője a Környezetvédelmi Bizottságban. Ő az egyik legszínesebb politikai személy Új-Zélandon, kritikussága és a külseje miatt is. Hosszú rasztahajat hord, melyet már turbánként kell a feje köré tekernie. Környezetvédőként gördeszkával közlekedett a munkahelyéig.

## Magánélete
Nándor apja, Tánczos Péter az 1956-os forradalom után 1957-ben érkezett meg Új-Zélandra. Dél-afrikai születésű anyjának khoi, holland és német gyökerei vannak. Nándor a Waikatoi Egyetemen szerzett diplomát szociológiából. Ő a Hempstore Aotearoa társalapítója.
Többször vitába keveredett a rendőrséggel, mivel biciklis sisak nélkül közlekedett az utakon. Mára sikerült olyan engedélyt szereznie, hogy sisak nélkül közlekedhessen.
A rasztafari mozgalom híve, antialkoholista.